# Nevrina radiata
Nevrina radiata là một loài bướm đêm trong họ Crambidae.